# Марк Антоний Оратор
Марк Анто́ний Ора́тор (лат. Marcus Antonius Orator; родился в 143 году до н. э. — убит в 87 году до н. э., Рим, Римская республика) — древнеримский политик и оратор, консул в 99 году до н. э., цензор в 97 году. В 101—100 годах до н. э. вёл борьбу с пиратами Восточного Средиземноморья и создал базу для новой римской провинции Киликия. Первым из своего рода достиг консульства, благодаря чему его потомки занимали видное положение в Риме I века до н. э. Так, внук Марк Антоний стал одним из триумвиров и фактическим правителем Рима.
Антоний был самым видным оратором своей эпохи (наряду с Луцием Лицинием Крассом). Он участвовал в ряде громких судебных процессов, в том числе и политических. В 90-е годы он защищал ряд приверженцев Гая Мария, чьей поддержкой, видимо, пользовался. Но позже он перешёл на сторону врагов Мария и поэтому, когда последний занял Рим в ходе гражданской войны (87 год до н. э.), Антоний стал жертвой террора.

## Биография

### Происхождение
Марк Антоний принадлежал к старинному плебейскому роду, который согласно источникам времён Поздней республики возводил свою родословную к Антону, одному из сыновей Геракла. Тит Ливий упоминает принадлежавших к этому роду децемвира (450—449 годы до н. э.), военного трибуна с консульской властью (422 год) и начальника конницы при диктаторе (334—333 годы). При этом до I века до н. э. среди Антониев не было ни одного консула, и их положение в составе римского нобилитета характеризуется в историографии как «незавидное».
Согласно консульским фастам, у отца и деда Марка Антония Оратора был тот же преномен — Марк. Возможно, консул 99 года был сыном или внуком народного трибуна 167 года до н. э.

### Ранние годы и начало карьеры
Дата рождения Марка Антония высчитывается по сообщению Цицерона о том, что Луций Лициний Красс, родившийся в консульство Квинта Сервилия Цепиона и Гая Лелия, был на три года моложе. Таким образом, Антоний родился в 143 году до н. э. Ещё в молодости он снискал себе известность обвинительными речами. Первой ступенью в его политической карьере стала квестура 113 года; Антоний провёл этот год в Азии, причём ещё на пути в Брундизий он получил от претора Луция Кассия вызов в суд по обвинению в инцесте. Согласно закону Меммия, квестор мог избежать суда как человек, «отсутствующий по государственным нуждам», но он предпочёл вернуться в Рим, доказать свою невиновность и продолжить путь в провинцию. Годом позже, уже вернувшись в родной город, Антоний привлёк к суду консуляра Гнея Папирия Карбона по неизвестному обвинению, и тому пришлось покончить с собой, приняв сапожные чернила. При этом в советской «Истории римской литературы» высказывается предположение, что за обвинением не стояли какие-либо идеологические противоречия и Антонием двигало только желание прославиться.
В следующий раз Марк Антоний упоминается в источниках уже в связи со своим избранием претором на 102 год до н. э. К тому времени он приобрёл известность как оратор, занимавшийся «важными судебными делами», и был связан с интересами финансовых кругов Рима. Возможно, из-за этих связей сенат направил его на Восток на борьбу с киликийскими пиратами. Тит Ливий называет его в связи с этими событиями претором, а Цицерон — проконсулом; по предположению Э. Клебса, Антоний осуществлял свою миссию как претор с проконсульскими полномочиями. Многие детали в этой части биографии Антония являются предметом научной дискуссии. Так, неизвестно, получил ли он провинцию Азия в управление или военную провинцию под условным названием «Киликия» без ординарного наместничества.

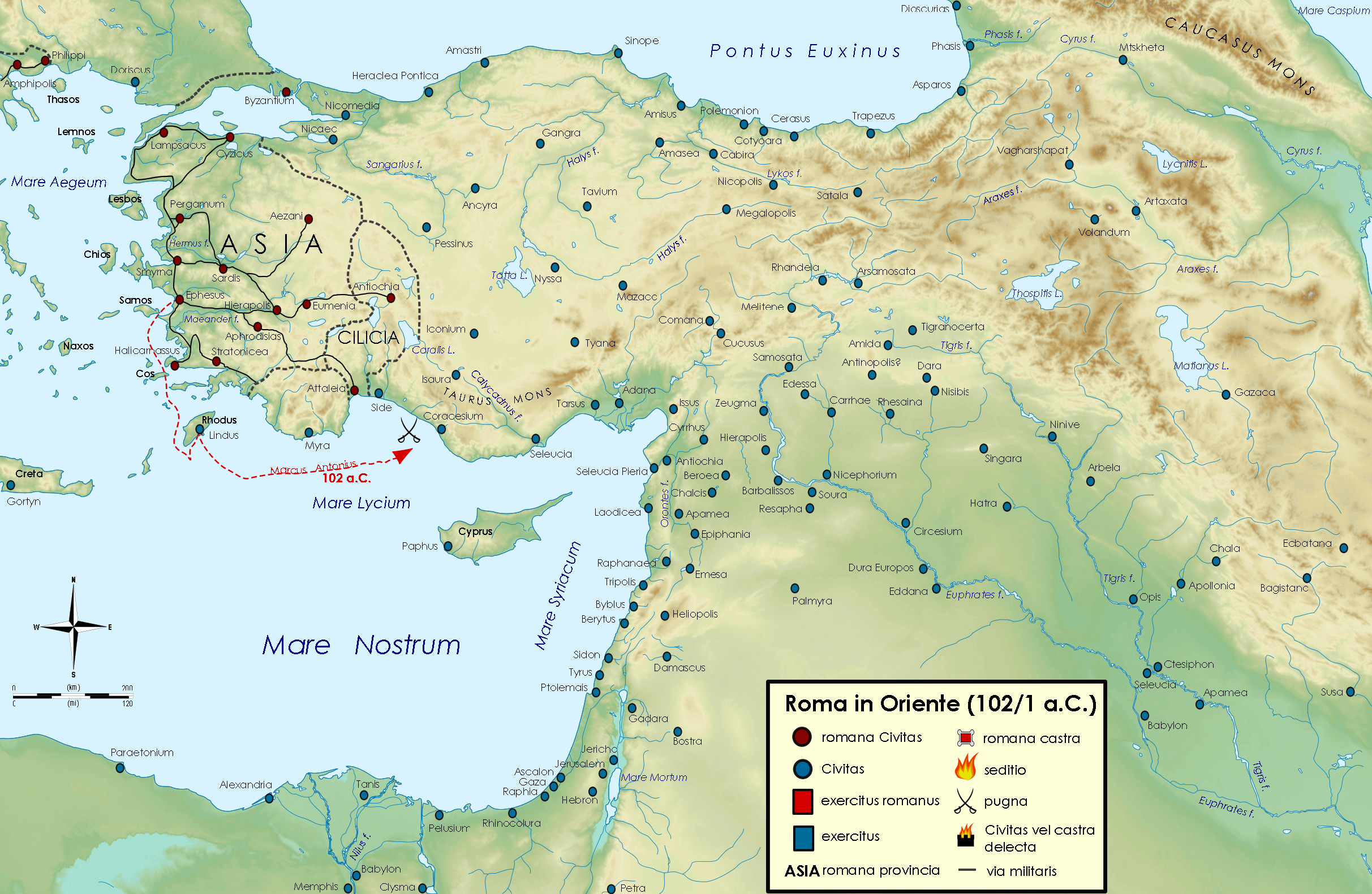
Киликийская экспедиция Марка Антония

По пути на Восток Марк Антоний останавливался на много дней в Афинах и на Родосе. Из одного коринфского документа следует, что римский флот под командованием проконсула, чьё имя стёрто (предположительно, оно реконструировано как Марк Антоний), преодолел Истм и двинулся к Сиде в Памфилии, в то время, как пропретор Гирр снаряжал в Афинах ещё одну эскадру. Здесь может иметься в виду или Марк Антоний Оратор, или его сын — Марк Антоний Критский, но М. Абрамзон считает первый вариант более предпочтительным.
Вероятно, проконсул вёл военные действия против пиратов как на море, так и на суше. Он мог осуществить вторжение в Киликию из Ликаонии через перевалы в Таврских горах. Масштабной эта акция, в любом случае, не была; единственная, сохранившаяся в источниках, деталь — гибель префекта Марка Гратидия, зятя Гая Мария и двоюродного деда Цицерона. В результате Рим создал ряд опорных пунктов на побережье. Некоторые исследователи считают, что тогда же эти пункты образовали новую административную единицу в составе Римского государства — провинцию Киликия.

### Консульство
В Италию Марк Антоний вернулся в 100 году до н. э. и, заявив о своих претензиях на триумф и консульство, добился и того, и другого. Поскольку триумф Антония состоялся не ранее декабря 100 года, его избрание было заочным; А. Короленков делает отсюда вывод, что ключевую роль в победе Антония на выборах сыграло содействие Гая Мария, который был на тот момент консулом в шестой раз вместе со своим сателлитом Луцием Валерием Флакком. По мнению Э. Бэдиана, начало политического союза Антония и Мария связано со службой зятя последнего — Марка Гратидия — в Киликии.
На 100 год пришёлся финальный этап борьбы сената с народным трибуном Луцием Аппулеем Сатурнином. Союзник последнего Гай Сервилий Главция выдвинул свою кандидатуру в консулы наряду с Марком Антонием, Авлом Постумием Альбином и Гаем Меммием. Антоний первым одержал победу, а в день выборов его коллеги какие-то люди насмерть забили дубинами Меммия. Сенат обвинил в случившемся Главцию и Сатурнина, издал специальное постановление, призывавшее граждан к оружию, и в последовавших за этим столкновениях Сатурнин и его союзники были убиты.
Цицерон в связи с этими событиями называет Антония, хоть и «находившегося тогда во главе войск за пределами города Рима» (он ждал триумфа), среди «славных мужей», объединившихся ради спасения республики. О поддержке Антонием сената пишет и А. Короленков; Э. Бэдиан же обращает внимание на отсутствие сведений о каком-либо активном участии Антония в противостоянии и на то, что Сатурнин и Главция не предпринимали ничего против этого кандидата (возможно, чтобы не обострить отношения с Марием). По мнению Бэдиана, и во время своего консульства Антоний преследовал оставшихся в живых друзей Сатурнина только из-за своей дружбы с Марием.
Коллегой Антония по консульству стал патриций Авл Постумий Альбин. В свой консульский год Антоний выступил против аграрного законопроекта народного трибуна Секста Тиция; эта инициатива тем не менее стала законом, который, правда, вскоре отменила коллегия авгуров. Авл Геллий сообщает также о неблагоприятных предзнаменованиях (в сакрарии — месте хранения священных предметов — во дворце Нумы пришли в движение Марсовы копья), из-за которых консулы приняли постановление о дополнительных жертвах богам. Главным событием 99 года до н. э. стала борьба ряда представителей сенатской аристократии за возвращение из изгнания Квинта Цецилия Метелла Нумидийского; Антоний от участия в этом деле отстранился (по мнению Э. Бэдиана, это делалось в интересах Мария).

### 90-е годы до н. э.
В последующие годы (скорее всего, в 98 году до н. э.) Марк Антоний выступил в роли защитника в громком судебном процессе Мания Аквилия, которого обвиняли в злоупотреблении властью. Подсудимый был одним из подчинённых Мария, так что Антоний, защищая его, мог оказывать Марию ответную услугу. Аквилия изобличали показания многочисленных свидетелей, и поэтому защитник увидел его «удручённым, обессиленным, страждущим в величайшей опасности — и раньше сам был захвачен состраданием, а потом уже попытался возбудить сострадание и в других». Обращаясь к присутствовавшему на процессе Марию, Антоний «призывал его быть заступником за общую долю полководцев», а тот в ответ плакал.
В финале своего выступления защитник прибег к театральному эффекту, ставшему знаменитым:

Как оратор будучи не только умён, но и решителен, он, заканчивая речь, сам схватил Мания Аквилия за руку, поставил его у всех на виду и разорвал ему на груди тунику, чтобы римский народ и судьи могли видеть рубцы от ранений, полученных им прямо в грудь; в то же время он долго говорил о ране в голову, нанесённой Аквилию военачальником врагов, и внушил судьям, которым предстояло вынести приговор, сильные опасения, что человек, которого судьба уберегла от оружия врагов, когда он сам не щадил себя, окажется сохранённым не для того, чтобы слышать хвалу от римского народа, а чтобы испытать на себе суровость судей.
— Цицерон. Против Гая Верреса («О казнях»), 3.
В результате Аквилий был оправдан.
В 97 году до н. э. Марк Антоний стал цензором. Его коллегой был Луций Валерий Флакк — товарищ Мария по консульству 100 года. Поскольку Мария тогда же приняли в коллегию авгуров, в историографии существует предположение, что на цензуру наряду с Флакком претендовал именно он; в этой ситуации Антоний мог стать компромиссным вариантом, устраивавшим как Мария, так и его политических противников («фракцию» Метеллов). Э. Бэдиан предположил, что в ходе очередного ценза Антоний и Валерий включили в число римских граждан много италиков, ответом на что стал в 95 году закон Лициния-Муция, в соответствии с которым было проведено строгое расследование, а италики, не сумевшие доказать своё гражданство, были изгнаны из Рима.
Цензоры исключили из сената народного трибуна Марка Дурония за отзыв закона, ограничивающего расход денег на пиры. Тогда Дуроний, дождавшись истечения сроков полномочий Антония, привлёк его к суду по обвинению в подкупе. Так проявился традиционный для римской истории конфликт между бывшими трибунами и бывшими цензорами. О ходе этого процесса ничего не известно, но в историографии предполагается, что обвинение Дурония было отклонено.
В 95 году до н. э. Антоний защищал в суде ещё одного союзника Мария — Гая Норбана, которого Публий Сульпиций обвинил в пренебрежении трибунским вето и насилии во время процесса над Квинтом Сервилием Цепионом в 103 году. Норбан служил под началом Антония на Востоке, и оратор, если верить Цицерону, сказал, объясняя своё участие в процессе: «Ведь он, по завету предков, должен быть мне вместо сына». Главным свидетелем обвинения был принцепс сената Марк Эмилий Скавр, но Антоний отверг его показания и добился оправдания. Спустя несколько лет Антоний защищал в суде интересы Марка Мария Гратидиана — племянника Гая Мария и сына префекта Марка Гратидия — в его тяжбе с Гаем Сергием Оратой, причём адвокатом последнего был Луций Лициний Красс.
Когда началась Союзническая война, Марк Антоний оказался в числе тех политиков, которых обвинили в подстрекательстве италиков к восстанию. Он сам произнёс страстную речь в свою защиту. Данных об исходе процесса нет: Цицерон сообщает, что в военные годы Антоний отсутствовал в Риме, и из этого одни историки заключают, что Антоний воевал, то есть был оправдан, а другие — напротив, что он ушёл в добровольное изгнание.

### Гибель

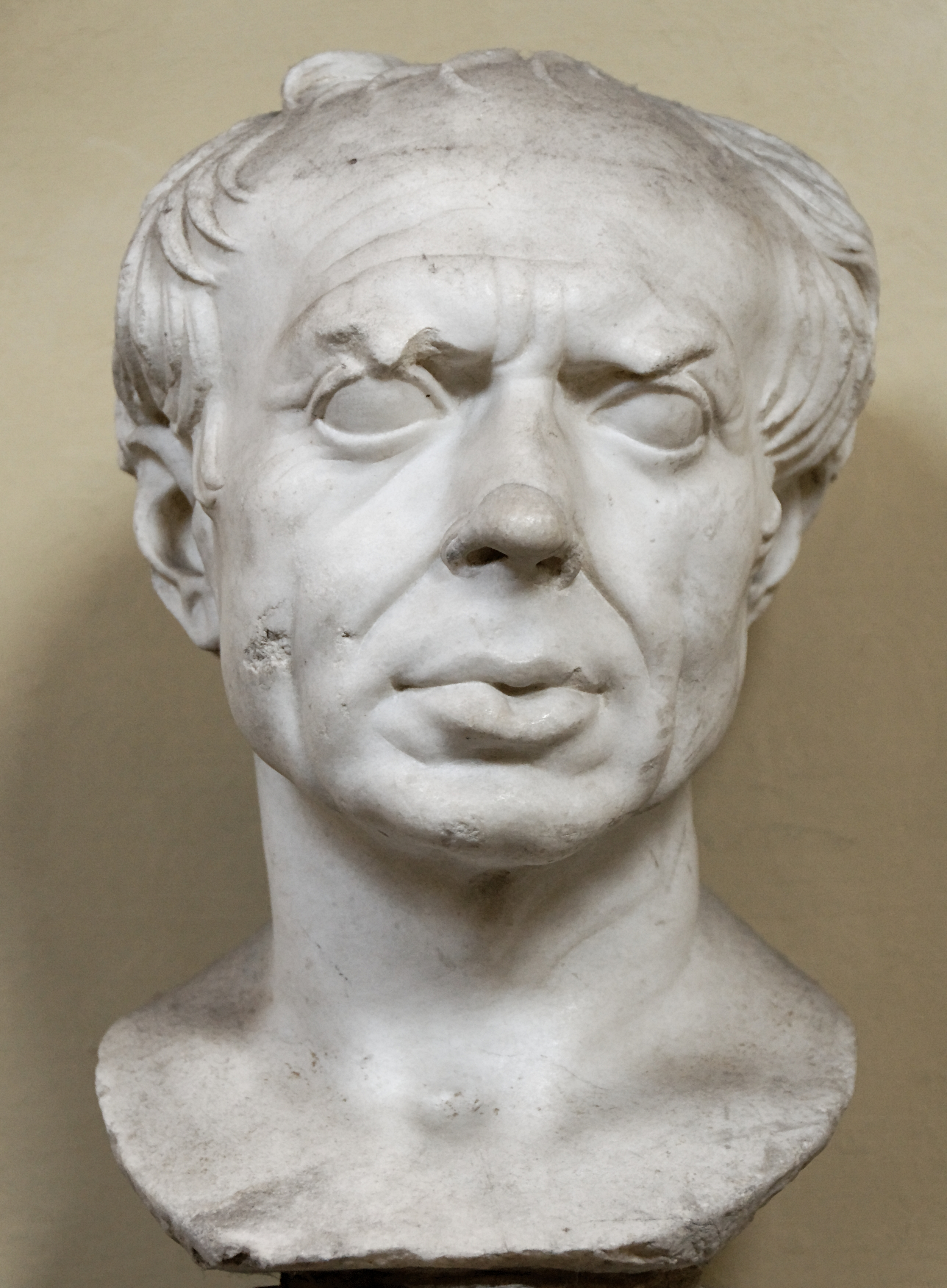
Бюст Гая Мария (Музей Кьярамонти)

В 87 году до н. э. Марк Антоний уже снова находился в Риме. Автор схолий к Лукану сообщает о предложении Антония разоружиться обеим сторонам начинавшейся гражданской войны — Гаю Марию и Луцию Корнелию Сулле. Точные даты неизвестны, но такая инициатива могла иметь смысл только в течение небольшого периода времени в 88 году, когда старый оппонент Оратора Публий Сульпиций принял закон о передаче командования в Митридатовой войне от Мария Сулле, и последний во главе своей армии двинулся на Рим. Прозвучав с формально нейтральных позиций, это предложение было явно в интересах Мария, у которого не было каких-либо организованных вооружённых сил, но последствий не имело. Сулла занял Рим, а затем сенат почти единогласно одобрил его предложение объявить Мария «врагом». Против выступил только Квинт Муций Сцевола Авгур; остальные, включая Антония, промолчали.
Когда новый враг Суллы Луций Корнелий Цинна в свою очередь угрожал Риму своей армией, сенат направил Марка Антония вместе с Квинтом Лутацием Катулом к Квинту Цецилию Метеллу Пию, воевавшему в это время с самнитами, с просьбой прийти на помощь городу. Эта помощь ничего не дала: Цинна и вернувшийся из изгнания Марий всё же заняли город, а потом развернули террор против своих врагов. В числе таковых оказался и Марк Антоний. Этот факт А. Короленков признаёт «удивительным», обращая внимание на то, что Марий, судя по источникам, проявил крайнюю заинтересованность в гибели только двух людей — Антония и Катула.
В историографии этот факт объясняют по-разному. Есть мнения, что Антоний вслед за многими другими нобилями разорвал свой союз с Марием, когда влияние последнего начало уменьшаться — в период между 95 и либо 91, либо 90 годами; могла сыграть свою роль гипотетическая принадлежность Антония к оптиматам; Антоний мог стать жертвой мести видного деятеля марианской партии Гнея Папирия Карбона-младшего за отца; Марий мог считать предательством либеральное отношение Антония к италикам во время цензуры; наконец, как предательство мог быть расценён Марием тот факт, что Антоний, как и все прочие консуляры, не присоединился к нему, когда он осаждал Рим.
Когда марианцы начали расправу, Антоний укрылся у одного своего друга. Дальнейшее наиболее подробно рассказал Плутарх:

Друг этот был человек простой и бедный; дружелюбно принимая одного из первых римлян и потчуя его тем, что было в доме, он послал раба в ближайшую лавочку за вином. Когда раб стал заботливо пробовать купленное и требовать вина получше, торговец спросил, почему это он покупает не молодое и простое вино, как обычно, а более изысканное и дорогое. Тот отвечал ему прямо, как близкому знакомцу, что хозяин угощает Марка Антония, который прячется у него. Торговец, человек нечестивый и гнусный, едва раб ушёл, поспешил к Марию и, введённый в покой, где в это время пировал Марий, пообещал выдать Антония. Рассказывают, что Марий, услышав это, громко закричал, захлопал в ладоши от радости и чуть было сам не вскочил из-за стола и не побежал к указанному месту, однако друзья удержали его, и тогда он послал Анния с солдатами, приказав им поскорее принести голову Антония. Анний остался у дверей, а солдаты по лестницам влезли в дом и, увидев Антония, стали выталкивать один другого вперёд и побуждать друг друга убить его. И, как видно, в речах этого человека было такое обаяние и прелесть, что, когда он заговорил, моля пощадить его, ни один из солдат уже не смел не только приблизиться, но хотя бы поднять глаза, и все стояли, потупив взоры, и плакали. Удивлённый задержкой, Анний поднялся в дом и, увидев, что Антоний держит речь, а солдаты слушают, смущённые и взволнованные, обругал их, подбежал к оратору и отрубил ему голову.
— Плутарх. Гай Марий, 44.
В общих чертах повторяет эту историю Аппиан; Валерий Максим называет убийцу Оратора Публий Антоний. Голову Антония Марий сначала показывал всем на пирах, а потом приказал выставить на ораторской трибуне рядом с головами Луция и Гая Юлиев Цезарей.

## Интеллектуальные занятия

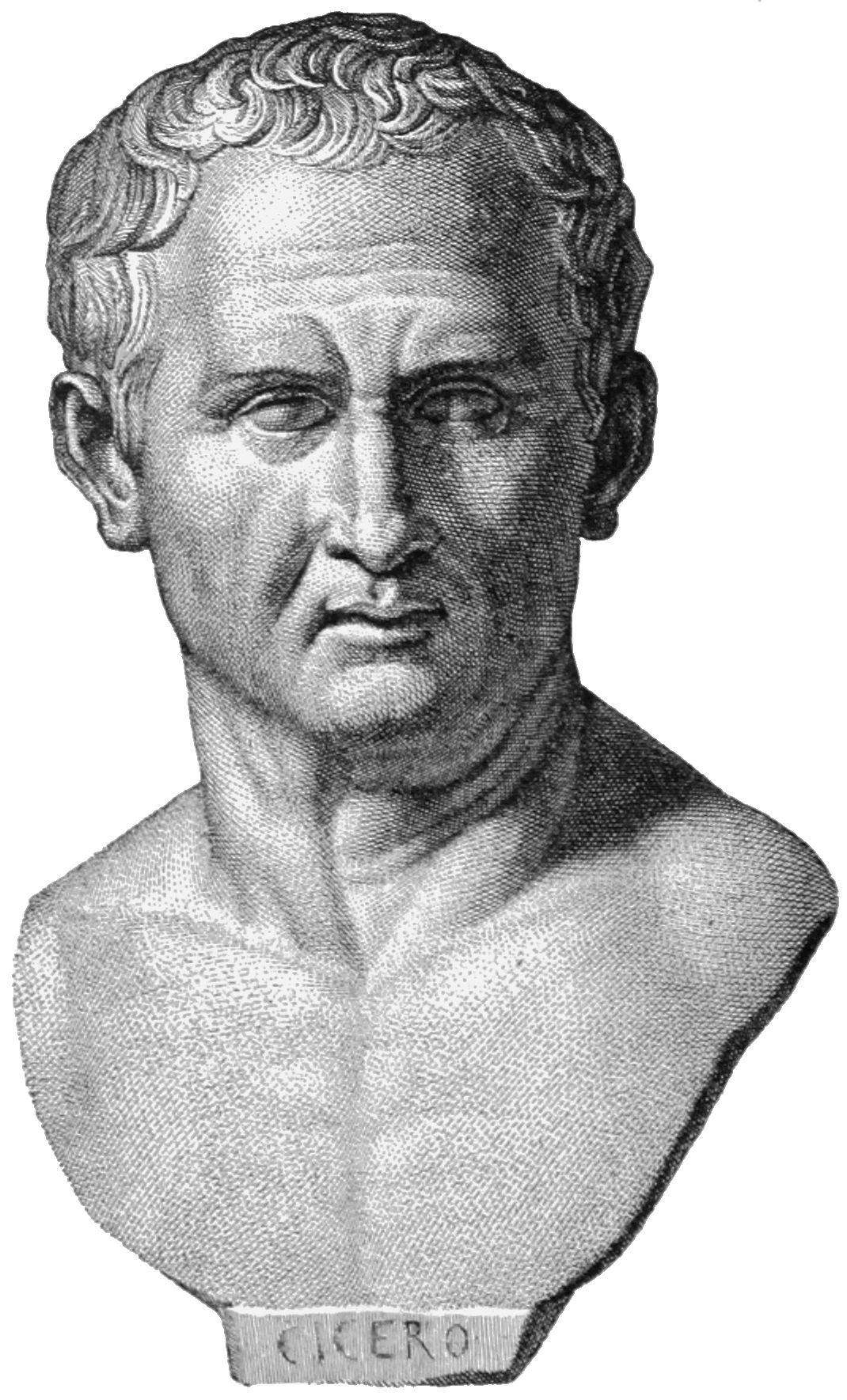
Бюст Цицерона

Если верить словам, вложенным в уста Марка Антония Цицероном, Оратор познакомился с греческой культурой «только поздно и поверхностно». Известно, что, следуя на Восток, он много времени провёл в Афинах и на Родосе, где вращался в местных интеллектуальных кругах, но сам он подчёркивал, что задержался в двух центрах эллинской образованности исключительно из-за штормов. Цицерон объясняет это в другой книге того же трактата: Марк Антоний скрывал своё знакомство с греческим красноречием, чтобы выглядеть более убедительно. Он «полагал, что у такой публики, как наша, его речь встретит больше доверия, если будут думать, что он вовсе никогда не учился». Квинтилиан в связи с этим назвал Антония «скрывателем искусства».
Познания Антония в юриспруденции были скромными; тем не менее благодаря своему несомненному таланту и активной практической деятельности он смог стать одним из двух наиболее выдающихся ораторов эпохи наряду с Луцием Лицинием Крассом. Согласно Цицерону, «у них впервые латинское красноречие раскрылось во всём своём богатстве и сравнялось славою с греческим». Веллей Патеркул назвал Антония «принцепсом в красноречии».
Согласно характеристике Цицерона, Антоний был расчётливым оратором, главным сильным качеством которого было умение молниеносно находить приёмы, наиболее выгодные для конкретного момента. Используя свою уникальную память, он произносил только тщательно продуманные речи с рассчитанным эффектом, причём делал это так, что выступление казалось экспромтом. Антоний меньше, чем Красс, заботился об изяществе своей речи: главной его целью было воздействие на слушателей. Для её достижения он очень эффектно использовал невербальные средства, в первую очередь жесты, как будто «телодвижения у него выражали не слова, а мысли». Самым известным примером такого рода является эпизод процесса Мания Аквилия, когда Антоний неожиданно для всех разорвал одежду на груди обвиняемого, чтобы показать шрамы от ран; речь в свою защиту в связи с законом Вария Оратор произносил «с таким напряжением, что даже коленом касался земли». Благодаря этим качествам Антоний был наиболее востребованным оратором своего времени в суде.
Понимая слабые стороны своего красноречия, Антоний не записывал свои речи и вообще был против их публикации; сам он «говаривал, что он не записал ни одной из своих речей, чтобы в случае надобности ему было легче отказаться от собственных слов». Всё, что он написал («нечаянно и даже против воли»), — это небольшое сочинение «О красноречии» (De ratione dicendi), сохранившееся по крайней мере до 46 года до н. э., но позже утраченное.

## Семья
Детьми Марка Антония были Марк Антоний Кретик, Гай Антоний Гибрида и дочь Антония, пленённая пиратами и выкупленная отцом за большую сумму. Через одного из своих внуков — триумвира того же имени — Антоний стал предком ряда видных деятелей эпохи Юлиев-Клавдиев, в том числе Германика, Калигулы и Нерона.

## В культуре
Цицерон сделал Марка Антония героем ряда своих трактатов. В диалоге «Об ораторе» Марк Туллий устами своего героя высказывает мнение о старших и средних анналистах — Квинте Фабии Пикторе, Луции Кальпурнии Пизоне, Марке Порции Катоне Цензоре; рассказчик был низкого мнения об этих авторах, считая, что первым от «простого рассказа о событиях» отошёл Целий Антипатр.
Марк Антоний стал второстепенным персонажем романа Колин Маккалоу «Венец из трав».